# Пассери, Маркантонио
Марко Антонио Пассери, также известный как Маркантонио Дженуа (итал. Marco Antonio Passeri, Marсаntonio Gènua; 1491, Падуя — 1563, Падуя) — итальянский философ эпохи Возрождения,, представитель аверроизма, течения в схоластике, которое основывалось на аверроэсовской интерпретации трудов Аристотеля.
Маркантонио был сыном Никколо Пассери, профессора медицины Падуанского университета, умершего в 1522 году. С 1517 года Марко Антонио Пассери был профессором кафедры философии Падуанского университета. Пассери — автор комментариев к некоторым трудам Аристотеля, в частности к «О душе» и «Физике», в которых он пытался продемонстрировать полное совпадение идей Аверроэса и Симплиция в учении о единстве интеллекта.
Марко Антонио Пассери был учителем и дядей выдающегося философа эпохи Возрождения Джакомо Дзабареллы.

## Основные труды
- Aristotelis De anima libri tres, cum Auerrois commentariis et antiqua tralatione suae integritati restituta. His accessit eorundem librorum Aristotelis noua traslatio, ad Graeci exemplaris veritatem, et scholarum usum accomodata, Michaele Sophiano interprete. Adiecimus etiam Marci Antonii Passeri Ianuae disputationem ex eius lectionibus excerptam, in qua cum de' horum de Anima li brorum ordine, tum reliquorum naturalium serie pertractatur. Venetiis: apud Iunctas, 1562.
- Disputatio de intellectus humani immortalitate, ex disertationibus Marci Antonii Genuae Patauini peripatetici insignis, In Monte Regali: excudebat Leonardus Torrentinus, 1565.
- Marcii Antonii Passeri, cognomento Genuae, Patauini philosophi, sua tempestate facile principis, et in Academia Patauina philosophiae publici professoris In tres libros Aristo. de anima exactissimi commentarij Iacobi Pratellii Monteflorensis medici, et Ioannis Caroli Saraceni diligentia recogniti, et repurgati. Necnon locupletissimo indice, propter maiorem legentium facilitatem, vtilitatemque, ab eodem Ioanne Carolo Saraceno amplificati. Venetijs: apud Gratiosum Perchacinum & socios, 1576.